# Plaça del Centre (métro de Barcelone)
Plaça del Centre est une station de la ligne 3 du métro de Barcelone.

## Situation sur le réseau
La station est située sous la rue de Berlin (Carrer Berlín), sur le territoire de la commune de Barcelone, dans le district de Les Corts.

## Histoire
La station est ouverte au public en 1975, lors de l'ouverture de la ligne III-B entre Paral·lel et Zona Universitària. En 1982, la station intègre la ligne 3 (qui fusionne les anciennes lignes III et III-B), tandis que les chiffres arabes remplacent les chiffres romains dans la numérotation des lignes.